# Warneford River
Der Warneford River ist ein etwa 80 km langer rechter Nebenfluss des Kwadacha River im Norden der kanadischen Provinz British Columbia. Benannt wurde der Fluss im Jahr 1916 nach Reginald Alexander John Warneford (1891–1915), ein Pilot des Royal Naval Air Service, der im Ersten Weltkrieg ums Leben kam.

## Flusslauf
Der Warneford River entspringt in den Muskwa Ranges, dem nördlichsten Abschnitt der Kanadischen Rocky Mountains. Das Quellgebiet liegt auf einer Höhe von 1600 m an der Wasserscheide zum weiter nördlich gelegenen Einzugsgebiet des Liard River. Der Warneford River fließt anfangs etwa 15 km nach Südwesten. Ab Flusskilometer 55 fließt der Warneford River nach Süden und erreicht bei Flusskilometer 48 das Nordufer des Quentin Lake, den er an dessen Südufer wieder verlässt. Wenig später münden die Abflüsse der Seen Haworth Lake und Chesterfield Lake von links in den Warneford River. Ab Flusskilometer 34 fließt er 5 km in Richtung Westnordwest, bevor er sich in Richtung Südsüdwest wendet und schließlich 22 km nordnordöstlich von Fort Ware in den Kwadacha River mündet. Das Einzugsgebiet des Warneford River umfasst etwa 1000 km². Dessen Teil oberhalb von Flusskilometer 22 erstreckt sich über den Nordwesten des Kwadacha Wilderness Provincial Parks.